# Preecha Chaokla
Preecha Chaokla (Thai: นายปรีชา ชาวกล้า, * 20. Januar 1983 in Samut Sakhon) ist ein thailändischer Fußballspieler. Seit 2007 spielt er für den Verein Bangkok United FC in der Thai Premier League. Begonnen hatte seine Karriere in der Jugend beim FC Bangkok Bank. 2002 wechselte er in die Seniorenmannschaft des Vereins, wo er bis 2004 auflief. Wie viele seiner Landsleute wechselte auch Preecha nach Vietnam. Für den ĐPM Nam Định spielte er von 2005 bis 2006, bevor er 2007 nach Thailand zurückkehrte und seitdem für den Bangkok United FC spielt.
Preecha hatte bereits Einsätze für die U-21 und U-23 Thailands. So holte er mit der Mannschaft 2005 die Goldmedaille bei den Südostasienspielen 2005. Zwar absolvierte er bisher auch Spiele für die Senioren der Nationalelf, kommt jedoch selten zu Einsätzen.

## Erfolge als Spieler

### Nationalmannschaft
- Südostasienspiele 2005 Goldmedaille